# Else Winterfeld
Else Annemarie Winterfeld (* 1873 in Preußisch Friedland; † 23. November 1938 in München) war eine deutsche Malerin, Zeichnerin und Grafikerin.

## Leben
Else Winterfeld studierte an der Schule des Vereins der Berliner Künstlerinnen (namentlich bei Curt Herrmann) sowie bei Moritz Heymann in München. Sie war vor allem in München tätig, wo sie in Schwabing lebte. Sie stellte unter anderem 1909 als Mitglied der „Neuen Vereinigung von Künstlerinnen“ mit Emmi Walther, Clara Arnheim, Helene Neumann, Tyra Kleen und anderen bei der II. Herbstausstellung im Schlesischen Kunstverein Breslau aus. 1911 wurde sie beim „Künstlerwettbewerb Günther Wagner“ (Hannover) mit 400 Mark ausgezeichnet. Zwischen 1911 und 1929 stellte sie vor allem bei den „Juryfreien“ aus, beteiligte sich aber auch beispielsweise 1914 an der „Ersten Internationalen Graphischen Kunst-Ausstellung Leipzig“. Else Winterfeld schuf zahlreiche Radierungen mit Porträts und Personenbildnissen. Ihre Werke wurden unter anderem in Ausstellungen der Neuen Secession und der Juryfreien (Prinzregentenstraße 2) oder im Glaspalast in München ausgestellt.

## Werke (Auswahl)
- Opernsängerin
- Mädchen mit Zitronen und Bildnis eines alten Tagelöhners (ausgestellt 1920 im Glaspalast)
- Milchtrinkendes Mädchen, Frau mit Ohrgehänge, Stillleben mit Orchideen (ausgestellt 1921 im Glaspalast)